# Earthling
| Recensione                        | Giudizio |
| --------------------------------- | -------- |
| AllMusic                          | [ 2 ]    |
| Chicago Tribune                   | [ 5 ]    |
| The Encyclopedia of Popular Music | [ 6 ]    |
| Entertainment Weekly              | A        |
| NME                               | [ 8 ]    |
| Pitchfork                         | [ 9 ]    |
| Piero Scaruffi                    | [ 1 ]    |
| Rolling Stone                     | [ 10 ]   |
| The Rolling Stone Album Guide     | [ 11 ]   |
| Spin                              | [ 12 ]   |

Earthling è il ventesimo album del cantautore britannico David Bowie. Pubblicato nel 1997, l'album mette in mostra un suono influenzato dall'elettronica, in parte ispirato dalla cultura rave degli anni novanta.

## Storia
L'album si contraddistingue per inconsueti elementi di musica elettronica da ballo, come chitarra acustica, chitarra elettrica e piano jazz, tutti dal vivo, e per le strutture delle canzoni più affini al pop-rock che al genere techno. L'album conferma un forte interesse di Bowie per il remix ed i numerosi singoli in esso contenuti vennero inviati anche alle discoteche, e messi anche on-line: tre versioni di Telling Lies furono pubblicate sul sito ufficiale di Bowie mesi prima della pubblicazione dell'album, dando luogo al primo singolo liberamente scaricabile composto da un artista famoso.
Bowie chiese a Gabrels di suonare un assolo di chitarra per Looking for Satellites, mentre Gabrels non pensava che la traccia avrebbe dovuto averne. Comunque, Bowie insisté dando istruzioni a Gabrels di dividere l'assolo in quattro parti e di utilizzare in ogni parte una soltanto delle corde della chitarra; doveva inoltre suonare tutte note da un sedicesimo di battuta. Dice Gabrels:
Al Festival di Phoenix nel 1997 Bowie e la sua band suonarono nella tenda del Radio 1 Dance col nome di Tao Jones Index. Si esibirono nell'oscurità usando ghiaccio secco (per produrre fumi scenici) e luci stroboscopiche. Tao Jones Index era un gioco di parole basato sul vero nome di Bowie, David Jones, e sul riferimento alle Obbligazioni emesse da Bowie in quell'anno (Tao si pronuncia "Dow", come nell'indice Dow Jones della Borsa di New York).
I video musicali di Earthling erano elaborati. L'artista e regista Floria Sigismondi li realizzò per Little Wonder e Dead Man Walking, mentre Dom and Nic (i registi Nick Goffey e Dominic Hawley) diressero il video di I'm Afraid of Americans; quest'ultimo ha ricevuto una nomination agli MTV Video Music Award. Un altro video, comprendente un ampio spezzone del concerto, fu girato anche per Seven Years in Tibet.

## Copertina
La copertina dell'album mostra una fotografia di Bowie che indossa un cappotto interamente costituito dalla bandiera britannica, opera dell'artista Alexander McQueen, che aveva precedentemente disegnato vari costumi di scena per Bowie e la sua band.

## Accoglienza
L'album ebbe maggiore successo rispetto a Outside tant'è che raggiunse la sesta posizione in classifica nel Regno Unito e la 39ª negli Stati Uniti. Sebbene non rappresenti uno dei suoi maggiori successi commerciali, l'album si è guadagnato una serie di recensioni positive.
Dall'album fu tratto il singolo "Little Wonder", che raggiunse la top 20 britannica ed ebbe anche un "hit-single"  nella Billboard Hot 100 con il remix di Trent Reznor di I'm Afraid of Americans.
I'm Afraid of Americans apparve per la prima volta nel 1995 nella colonna sonora del film Showgirls, in una versione estremamente grezza se paragonata al suo rifacimento su Earthling.
Little Wonder ha costituito il più grande successo dell'album, avendo raggiunto la 14ª posizione in classifica nel Regno Unito. Altri tre singoli, Dead Man Walking, Seven Years in Tibet e I'm Afraid of Americans non incontrarono un analogo favore del pubblico, sebbene l'ultimo sia rimasto in classifica negli Stati Uniti per 16 settimane, raggiungendo la posizione numero 66.
Secondo Soundscan, le vendite dell'album negli Stati Uniti raggiunsero le 254 000 copie.

## Tracce
I testi di tutte le tracce sono scritti da David Bowie. La musica è di Bowie, di Reeves Gabrels e di Mark Plati, ad eccezione di Seven Years in Tibet, Dead Man Walking e Law (Earthlings on Fire) composta da Bowie e Gabrels, di Telling Lies musicato da Bowie e di I'm Afraid of Americans di Bowie e Brian Eno.
1. Little Wonder – 6:02
2. Looking for Satellites – 5:21
3. Battle for Britain (The Letter) – 4:48
4. Seven Years in Tibet – 6:22
5. Dead Man Walking – 6:50
6. Telling Lies – 4:49
7. The Last Thing You Should Do – 4:57
8. I'm Afraid of Americans – 5:00
9. Law (Earthlings on Fire) – 4:48

### Bonus track nella riedizione del 2004
- Little Wonder (Danny Saber Dance Mix)
- I'm Afraid of Americans (Nine Inch Nails V1 Mix)
- Dead Man Walking (Moby Mix 2 US Promo 12”)
- Telling Lies (Adam F Mix) (Questa versione non è presente nell'edizione ampliata Digibook del 2005)

### Bonus Disc nell'edizione ampliata Digibook del 2005
1. Little Wonder (Censored Video Edit)
2. Little Wonder (Junior Vasquez Club Mix)
3. Little Wonder (Danny Saber Dance Mix)
4. Seven Years in Tibet (Mandarin Version) (Il titolo dato da Mandarin a questa versione è A Fleeting Moment.)
5. Dead Man Walking (Moby Mix 1)
6. Dead Man Walking (Moby Mix 2 US Promo 12")
7. Telling Lies (Feelgood Mix)
8. Telling Lies (Paradox Mix)
9. I'm Afraid of Americans (Showgirls Soundtrack Version)
10. I'm Afraid of Americans (Nine Inch Nails V1 Mix)
11. I'm Afraid of Americans (Nine Inch Nails V1 Clean Edit)
12. V-2 Schneider (Tao Jones Index)
13. Pallas Athena (Tao Jones Index)

## Formazione

### Produzione
- David Bowie – produttore
- Mark Plati - Coproduttore
- Reeves Gabrels – Coproduttore

### Musicisti
- David Bowie – voce, chitarra, sassofono alto, campionamento, tastiere
- Reeves Gabrels – programmazione, sintetizzatore, chitarra reale e campionata, voce
- Mark Plati – programmazione, loop, campionamento, tastiere
- Gail Ann Dorsey – basso, voce
- Zachary Alford – campionamenti per batteria, batteria acustica, percussioni elettroniche
- Mike Garson – tastiere, piano